# 제16공군
제16공군 (사이버공군)(Sixteenth Air Force (Air Forces Cyber))은 미국 공군에서 사이버전를 수행하는 서수공군(NAF)으로, 제2차 세계 대전 이후에 유럽 공군의 서수공군으로서 설립되었다. 현재 텍사스주 랙랜드 공군기지에 본부를 두고 있다.

## 역사

### 유럽 공군
1953년에 스페인-미국 방위조약에 따라 1954년 5월 20일에 미국 합동군사단, 주스페인 공군행정대로 설립되어 활동을 시작하였다. 주스페인 미국 유럽 공군의 부대가 주둔할 전략급 폭격기와 공중급유기를 수용할 수 있는 기지의 건설을 1957년까지 감독하였다.
1956년 7월 15일, 주스페인 공군행정대는 미국 유럽 공군 산하 서수공군인 제16공군으로 재편성되었다. 기지 건설의 감독을 마친 뒤에는 스페인 공군과 함께 스페인 방공 임무를 수행하였다.
1992년 이탈리아의 아비아노 공군기지로 본부를 옮기고, 미국 공군의 발칸 반도에서의 작전을 위한 항공원정부대를 창설하였다.
2005년, 독일로 건너가 2014년 8월 29일까지 활동을 마칠 떄까지미국 유럽 사령부의 원정전력 지휘통제를 지원하기 위해 항공우주을 집행하는 전투 본부로 지정되었다.

### 사이버 공군

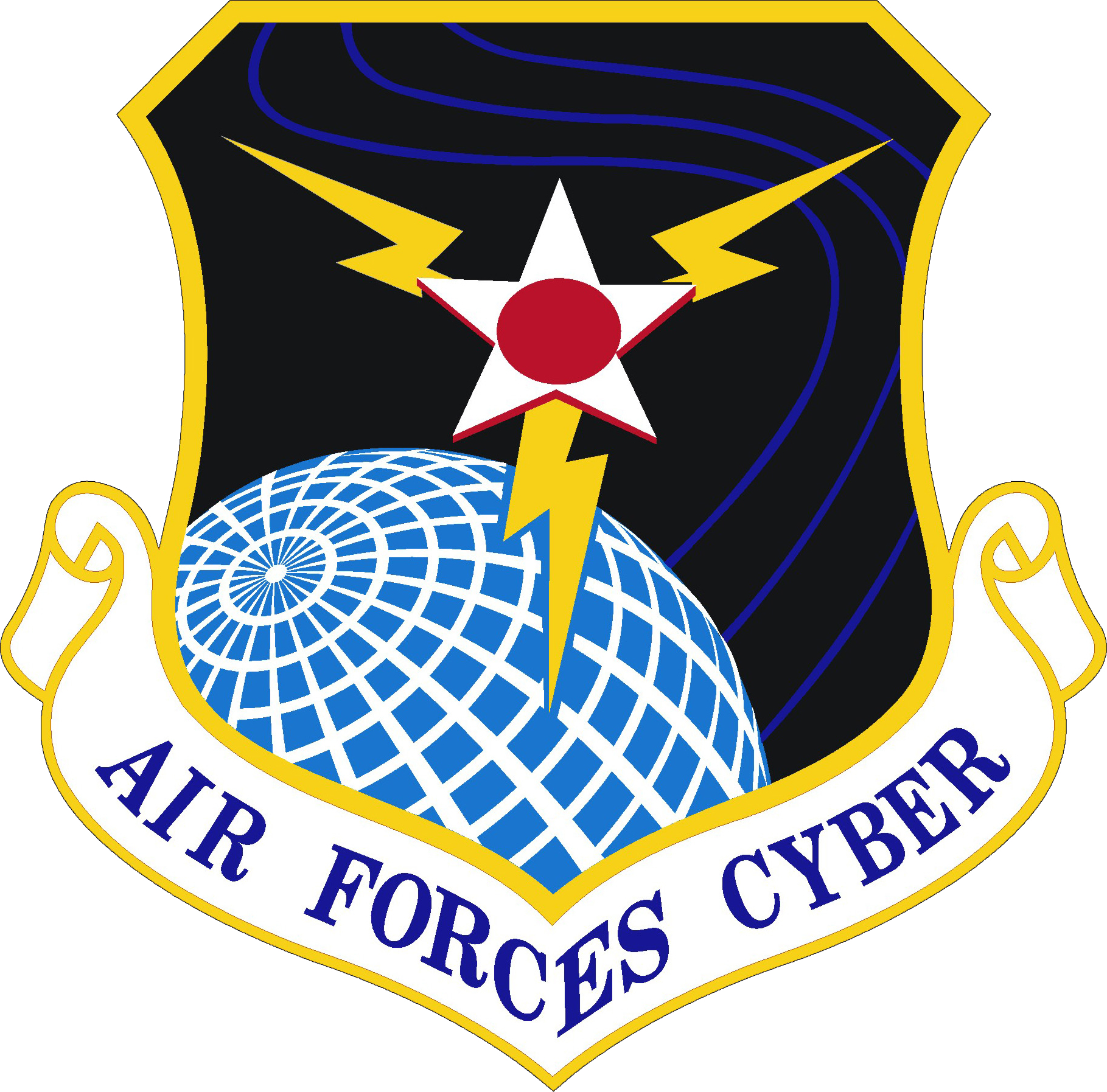
사이버 공군의 앰블럼
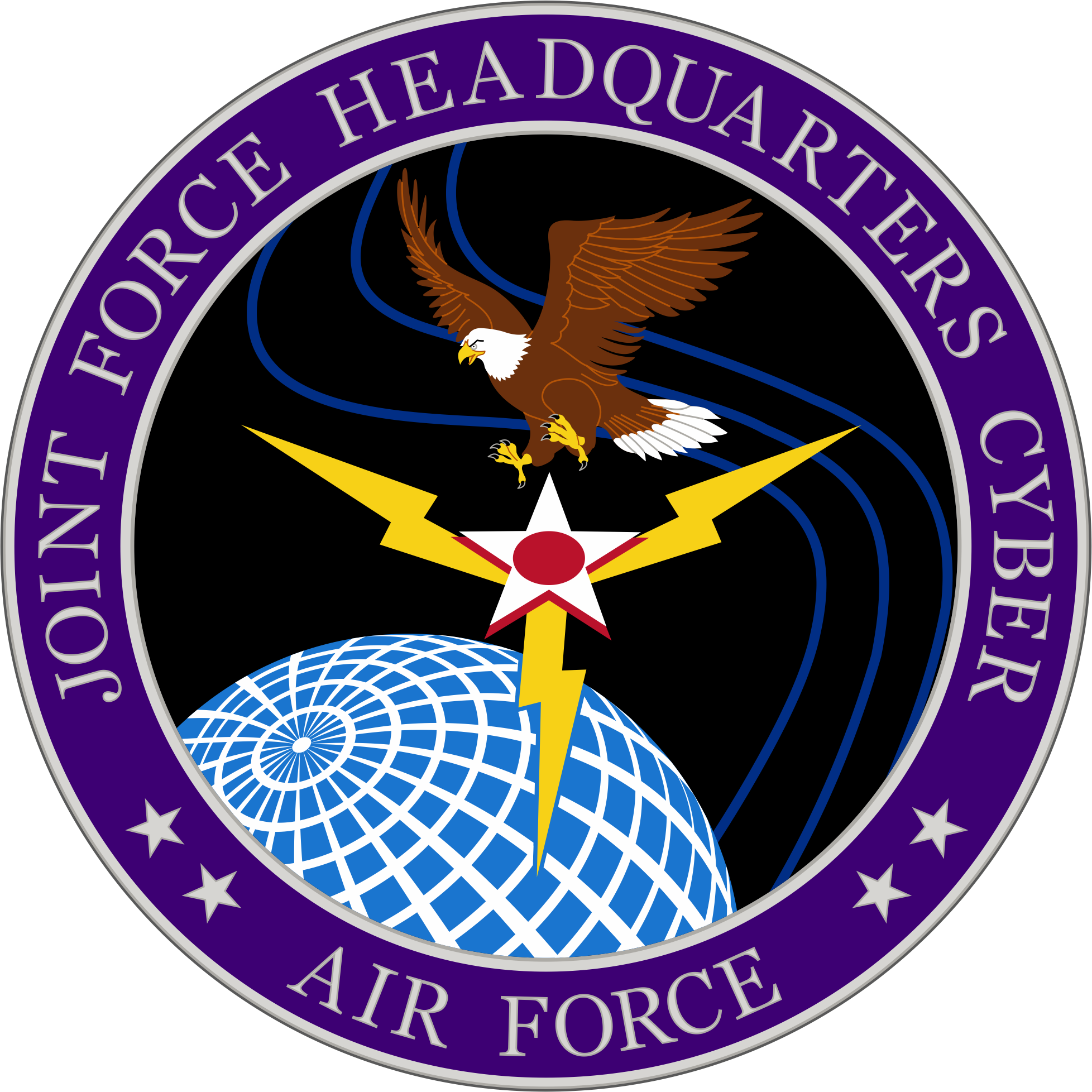
합동사이버군본부-공군의 앰블럼

2019년 10월 11일, 공군부는 첩보, 감시 및 정찰과 사이버전 기능을 일체화하기 위해 제25공군과 제24공군 두개 서수공군을 병합하여 제16공군을 정보전(IW) 및 사이버 공군으로서 재설립하였다. 범지구 정보 및 감시, 정찰, 사이버 전쟁, 전자전 서수공군으로서, 미국 사이버사령부의 공군 구성군이자 국가안보국(NSA)/중앙보안국(CSS)에 암호화 지원을 제공한다.
2020년 3월 19일 월요일에 제25작전센터와 제624작전센터를 병합하는 과정을 거쳐 제616작전센터가 창설되었다.

## 산하 조직

### 현재
제16공군에는 다음과 같은 부대가 산재하고 있다.

#### Wings
- 제9정찰비행단 (캘리포니아주 빌 공군기지); 2019년 10월 11일 – 현재
- 제55비행단 (네브라스카주 오펏 공군기지); 2019년 10월 11일 월 일 – 현재
- 제67사이버스페이스단 (텍사스주 랙랜드 공군기지); 2019년 10월 11일 월 일 – 현재
- 제70ISR단 (메릴랜드주 포트 조지 G. 미드); 2019년 10월 11일 월 일 – 현재
- 제319정찰비행단 (노스다코타주 그랜드포크스 공군기지); 2019년 10월 11일 월 일 – 현재
- 제363ISR단 (버지니아주 랭글리 공군기지); 2019년 10월 11일 월 일 – 현재
- 제480ISR단 (버지니아주 랭글리 공군기지); 2019년 10월 11일 월 일 – 현재
- 제557기상단 (네브라스카주 오펏 공군기지); 2019년 10월 11일 월 일 – 현재
- 제688사이버스페이스단 (텍사스주 켈리 비행장 별관, 랙랜드 공군기지); 2019년 10월 11일 월 일 – 현재

#### Center
- 제616작전센터 (텍사스주 랙랜드 공군기지)
- 공군기술응용센터 (플로리다주 패트릭 우주군기지); 2019년 10월 11일 10월 11일 - 현재

### 이전

#### 사단
- 제5항공사단; 1957년 7월 1일 – 1958년 1월 15일
- 제65항공사단; 1957년 5월 8일 – 1960년 7월 1일
- 제4310항공사단; 1958년 1월 15일 – 1963년 8월 26일
- 제7217항공사단; 1968년 10월 23일 – 1970년 9월 9일[4]

#### Wings
- 제31전투비행단; 1994년 4월 15일 – 2005년 11월 1일
- 제39비행단 (이후 제39공군기지단) (제39전술비행전대 참고)
- 제323공군원정비행단; 2008년 3월 14일 - 4월 30일[5]
- 제401전술전투비행단; 1966년 4월 27일 – 1994년 4월 1일
- 제406전술전투훈련비행단; 1972년 7월 15일 – 1992년 6월 26일
- 제487전술미사일단; 1983년 7월 1일 – 1991년 5월 27일
- 제1989통신단; 1990년 10월 1일 – 1992년 8월 10일
- 제7272비행훈련단; 1968년 12월 31일 – 1970년 6월 11일
- 제7602지원단 (이후 제3977지원단, 제3977지원전대); 1960년 1월 1일 - 7월 1일[4]

#### Groups
- 제39전술비행전대 (이후 제39비행단, 제39공군기지전대, 제39공군기지단); 1970년 9월 9일 – 1991년 10월 15일; 1992년 7월 7일 – 2005년 11월 1일
- 제406전술전투훈련전대; 1970년 7월 1일 – 1972년 7월 15일
- 제3977지원전대 (제7602지원단 참고, 1960년 이후)[4]

## 기록

### 계보
- 1954년 5월 20일, 영어: Joint United States Military Group, Air Administration (Spain)→미국 합동군사단, 주스페인 공군행정대으로서 설립되고 Separate operating agency→별동운영기관으로서 활동 개시.

1956년 7월 15일, Sixteenth Air Force→제16공군로 개편됨.
2014년 8월 29일, 활동을 중단함.
- 2019년 9월 30일, Sixteenth Air Force (Air Forces Cyber)→제16공군 (사이버 공군)으로 개편됨.

2019년 10월 11일에 활동 개시.

### 소속
- 미국 공군 본부; 1954년 5월 20일
- 전략공군사령부; 1957년 7월 1일
- 미국 유럽 공군; 1966년 4월 15일
- 공군전투사령부; 2019년 10월 11일[4]

### 기지
- 스페인 마드리드; 1954년 5월 20일
- 스페인 토레존 공군기지; 1958년 2월 1일
- 이탈리아 아비아노 공군기지; 1992년 8월 10일
- 독일 람슈테인 공군기지; 2005년 9월 30일
- 미국 텍사스주 랙랜드 공군기지; 2019년 10월 11일[4]

### 참전
- 코소보: 코소보 항공전역(영어판), 1999년

### 표창
- 공군우수부대표창(영어판)
  1. 1990년 8월 1일 ~ 1991년 7월 31일
  2. 1993년 7월 1일 ~ 1995년 6월 30일
  3. 1995년 7월 1일 ~ 1998년 4월 30일
  4. 1998년 5월 1일 ~ 1999년 9월 30일
  5. 1999년 3월 24일 ~ 6월 10일
  6. 2003년 3월 19일 ~ 4월 16일
  7. 2006년 1월 1일 ~ 11월 30일

## 같이 보기
- 사이버 전쟁 부대의 목록

## 참고
1. ↑  Spain, U. S. Mission (2023년 1월 3일). “Agreement on Defense Cooperation” (미국 영어). 2024년 6월 16일에 확인함.
2. 1 2  Singleton, Sharon (2020년 3월 18일). “Air Force Information Warfare's new warfighting unit activates”. 《Air Combat Command》 (미국 영어). US Air Force. 2020년 4월 12일에 확인함.
3. ↑  “Units”. 《Sixteenth Air Force (Air Forces Cyber)》 (미국 영어). US Air Force. 2020년 4월 12일에 확인함.
4. 1 2 3 4 5 6  Musser, James (2019년 10월 22일). “Factsheet Sixteenth Air Force (Air Forces Cyber) ACC”. Air Force Historical Research Agency. 2020년 2월 8일에 확인함.
5. ↑  Randall Haskin (2008년 7월 23일). “Bolar Spring Break 2008”. 《lakenheath.af.mil》.